# استیو ویلیامز (ورزشکار)
استیو ویلیامز (انگلیسی: Steve Williams; ۱۴ مهٔ ۱۹۶۰ – ۲۹ دسامبر ۲۰۰۹) کشتی‌گیر کشتی حرفه‌ای، بازیکن فوتبال آمریکایی، ورزشکار هنرهای رزمی ترکیبی و کشتی‌گیر اهل ایالات متحده آمریکا بود.